# Anna Zubrzycka
Anna Zubrzycka, także Anna Zubrzycki – polska aktorka teatralna, współzałożycielka Teatru Pieśń Kozła oraz Brave Festival, pedagog. 

## Życiorys
W latach 1978–1992 aktorka Ośrodka Praktyk Teatralnych „Gardzienice”. W 1998 wraz z Grzegorzem Bralem założyła we Wrocławiu Teatr Pieśń Kozła.
Prowadzi wykłady, pokazy i sesje warsztatowe poświęcone technikom wokalnym, aktorskim oraz emisji głosu. Stworzyła Fundację Voices, w ramach której prowadzi projekty teatralne i społeczne, oraz Anna Zubrzycki Studio oferujące szkolenia dla aktorów z Polski i z zagranicy. Jest dyrektorem Mindfulness Association Poland.
Jej ojcem był Jerzy Zubrzycki, porucznik kawalerii Wojska Polskiego, kurier polskiego podziemia, socjolog, założyciel i dziekan socjologii na Australian National University w Canberze.

## Nagrody
- 2005 – Odznaka honorowa Ministra Kultury i Dziedzictwa Narodowego „Zasłużony dla Kultury Polskiej”[4]
- 2008 – Nagroda Marszałka Województwa Dolnośląskiego za najlepszą rolę kobiecą (Lady Macbeth w spektaklu Macbeth Teatru Pieśń Kozła)
- Nominacja  do Nagrody im. Aleksandra Zelwerowicza za najlepszą kreację aktorską w sezonie 2012/2013 za udział w Pieśniach Leara w reżyserii Grzegorza Brala[5].